# Geismar (Frankenberg)
Geismar is een plaats in de Duitse gemeente Frankenberg/Eder, deelstaat Hessen, en telt 1002 inwoners (2007). Het is een klein boerendorpje vol met de zogenoemde bekende Duitse vakwerkhuizen, oftewel huizen waarbij de constructiebalken duidelijk zichtbaar zijn aan de zijkanten van het huis.

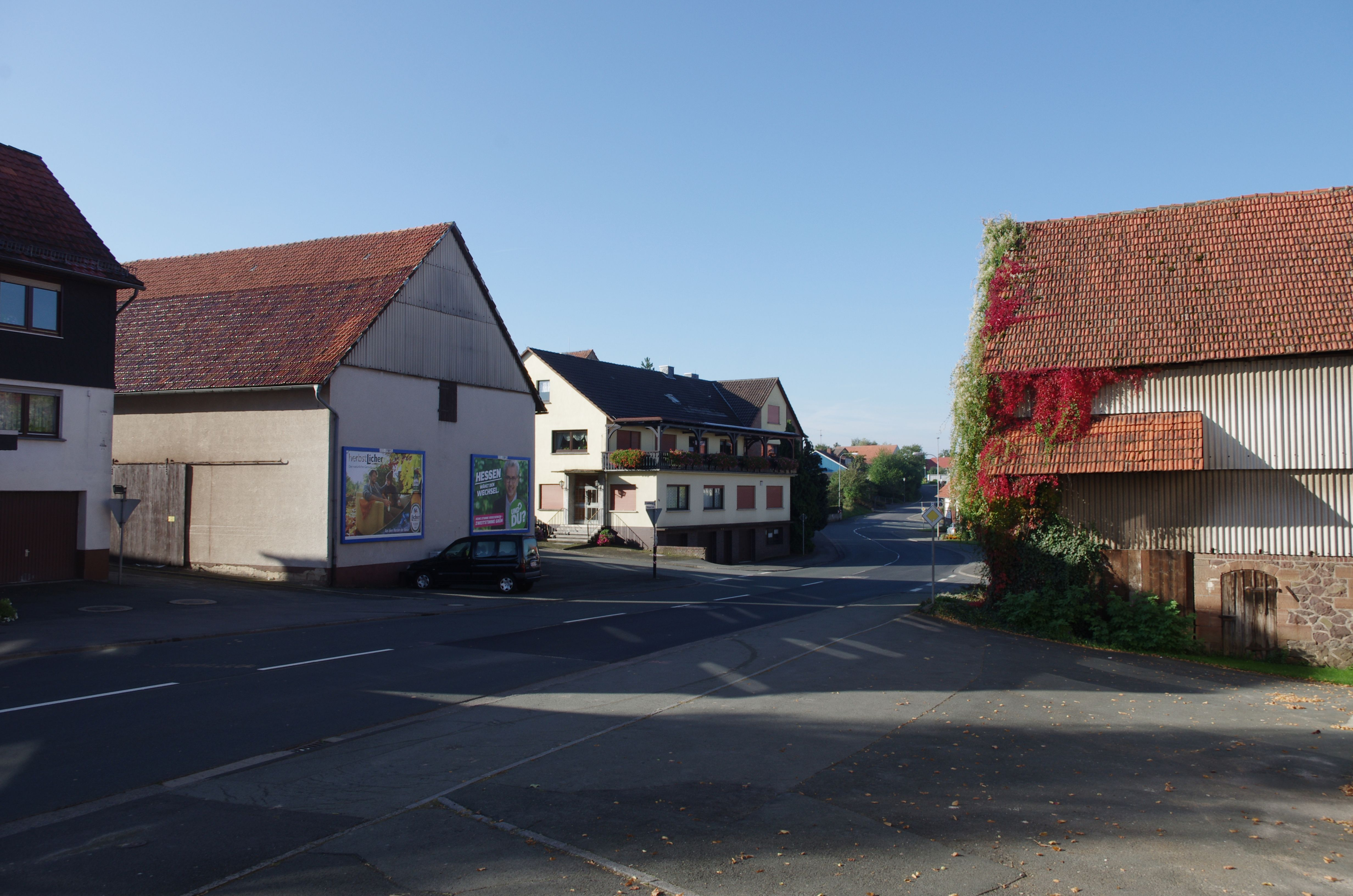

De heilige boom bij Geismar werd volgens Willibalds hagiografie door Bonifatius omgehakt in 723. Hiermee wilde, de latere heilige, Bonifatius bewijzen dat de Germaanse goden machteloos waren: er gebeurde namelijk niets, terwijl de Germanen verwachtten dat hun god wraak zou nemen.
Van het hout liet Bonifatius een kapel bouwen gewijd aan Sint-Pieter; de kerk werd de kiemcel van het latere klooster Fritzlar.